# 皇甫政
皇甫政（？—？），字公理，河南人，唐朝官員。

## 家庭
- 祖父：皇甫乾遂，唐州刺史。

- 父：皇甫侁，尚书左丞。

- 子：皇甫瑾，华原县主簿。

- 孙：皇甫鉟，中散大夫守给事中柱国赐紫金鱼袋。

## 生平
大历十一年（776年），官福建观察使。兴元元年（784年），官兵部郎中，出为寿州刺史。贞元初，迁宣州刺史。贞元三年（787年）二月，迁浙东观察使、兼御史大夫。十三年三月，改太子宾客，迁左散骑常侍，赠礼部尚书
夫人汝南袁氏，中书令袁恕己之孙，太府卿袁建康之女，给事中袁高之姐妹。
夫人河东薛氏，生皇甫瑾，官至华原县主簿、集贤校理。
生子四人：皇甫墐(即皇甫瑾）；
皇甫堪；
皇甫廛，官至试左内率府兵曹参军；
皇甫墠。